# Damião Vaz d'Almeida
Damião Vaz d'Almeida (28 aprile 1951) è un politico saotomense.
È stato Primo ministro di São Tomé e Príncipe dal settembre 2004 al giugno 2005.
Dall'aprile 1995 all'aprile 2002 è stato Presidente del governatorato regionale di Príncipe.